# 雅尔丁-杜塞里杜
雅尔丁-杜塞里杜是巴西北大河州的一个市镇。总面积368.643平方公里，总人口12190人，人口密度33.1人/平方公里。